# Ostatnia (Rzędkowice)
Ostatnia – skała w miejscowości Rzędkowice w województwie śląskim, w powiecie zawierciańskim, w gminie Włodowice. Znajduje się na wschodnim krańcu grupy Skał Rzędkowickich i jest najdalej na wschód wysuniętą grupą tych skał. Pod względem geograficznym jest to obszar Wyżyny Mirowsko-Olsztyńskiej wchodzący w skład Wyżyny Częstochowskiej.
Jest to samotna skała w lesie. Zbudowana jest z wapieni, ma wysokość 12 m, ściany połogie, pionowe lub przewieszone. Są na niej takie formacje skalne jak; rysy, filar, okap i zacięcia. Uprawiana jest na niej wspinaczka skalna. Wspinacze zaliczają ją do Sektora Solidarności. Poprowadzili na niej 1o dróg wspinaczkowych o trudności od III do VI.3+ w skali Kurtyki. Jest też jeden projekt. Tylko część dróg ma zamontowane stałe punkty asekuracyjne w postaci ringów (r) i stanowisk zjazdowych (st). Wśród wspinaczy skalnych skała jest średnio popularna.

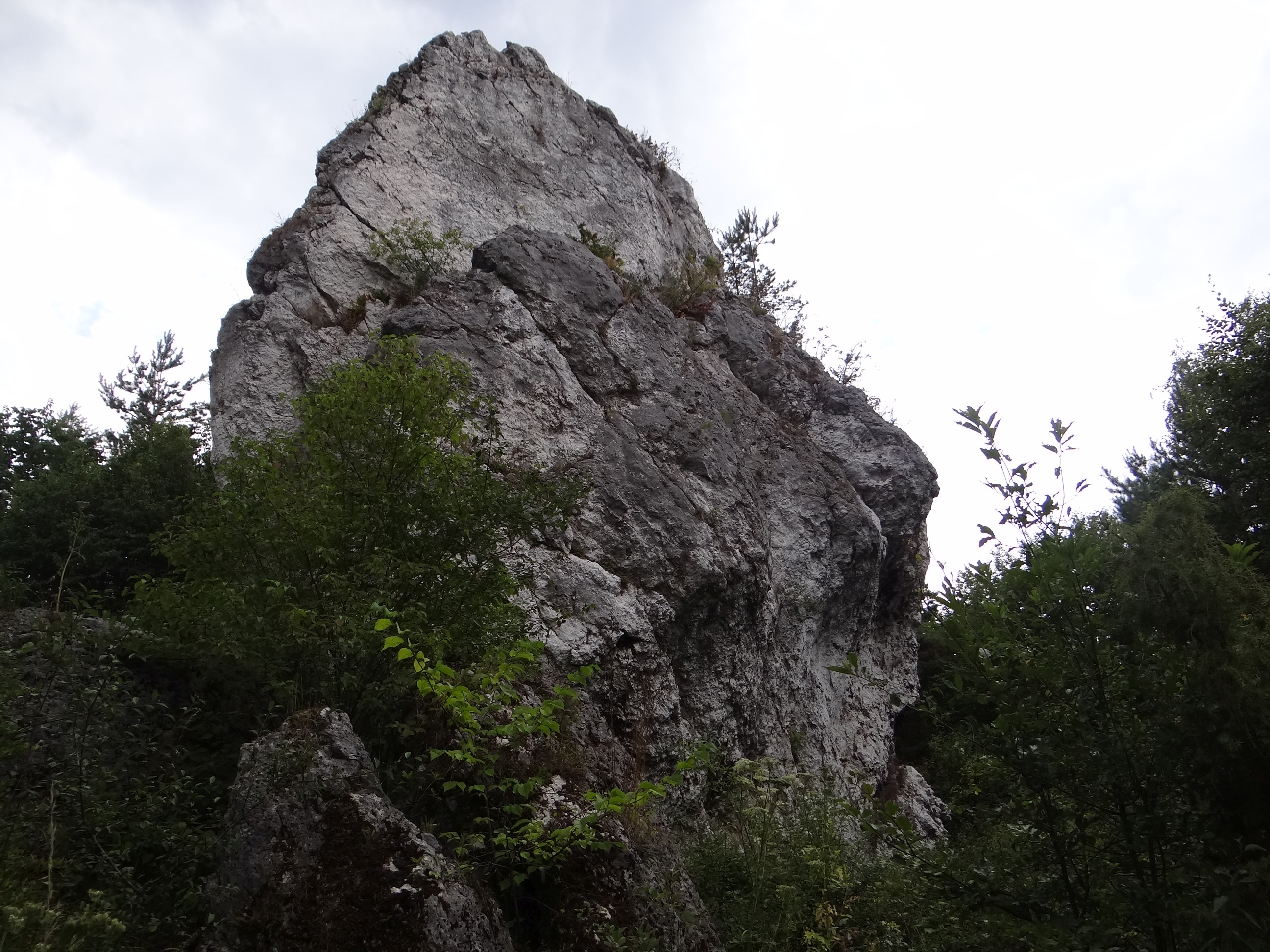
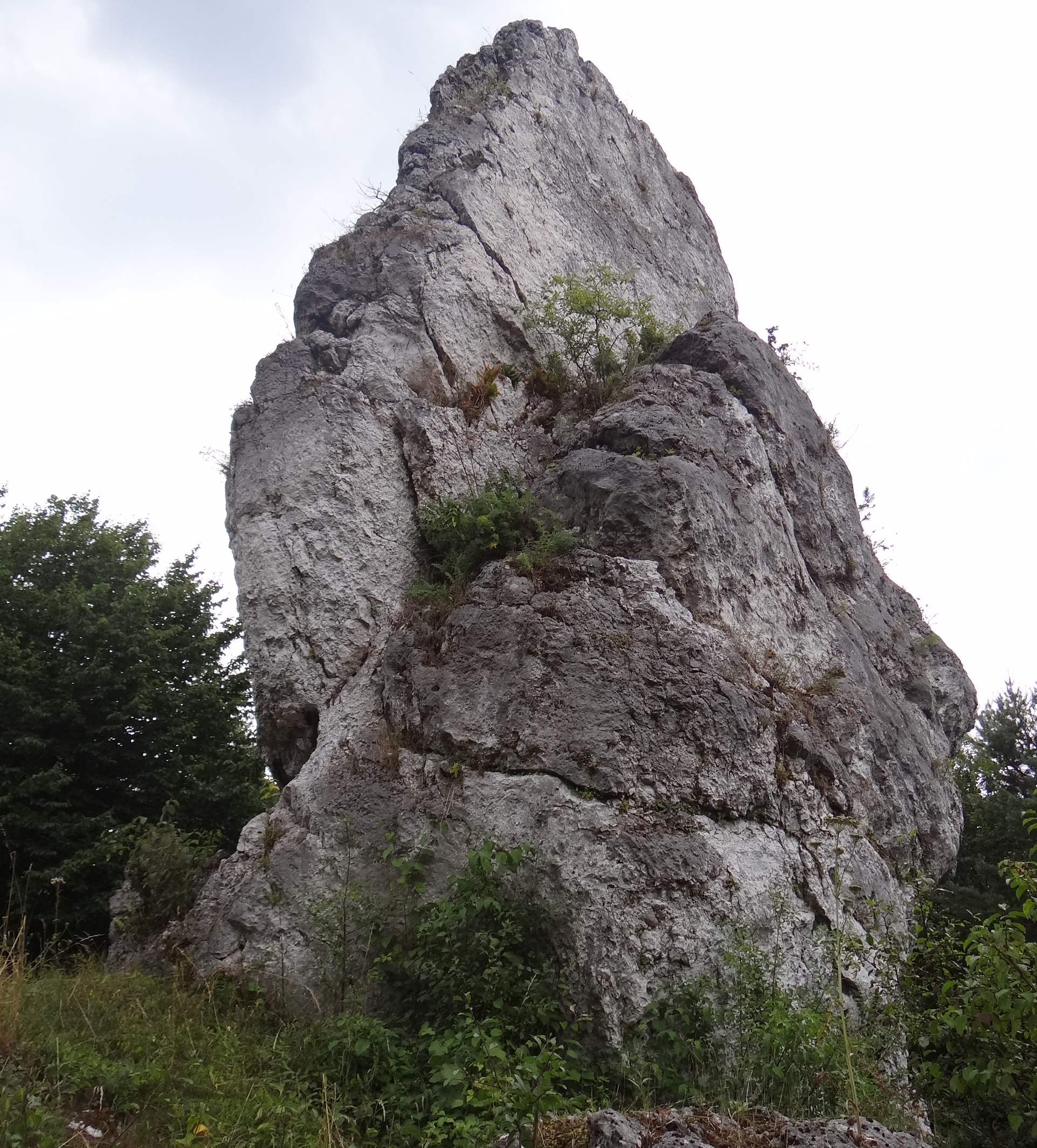
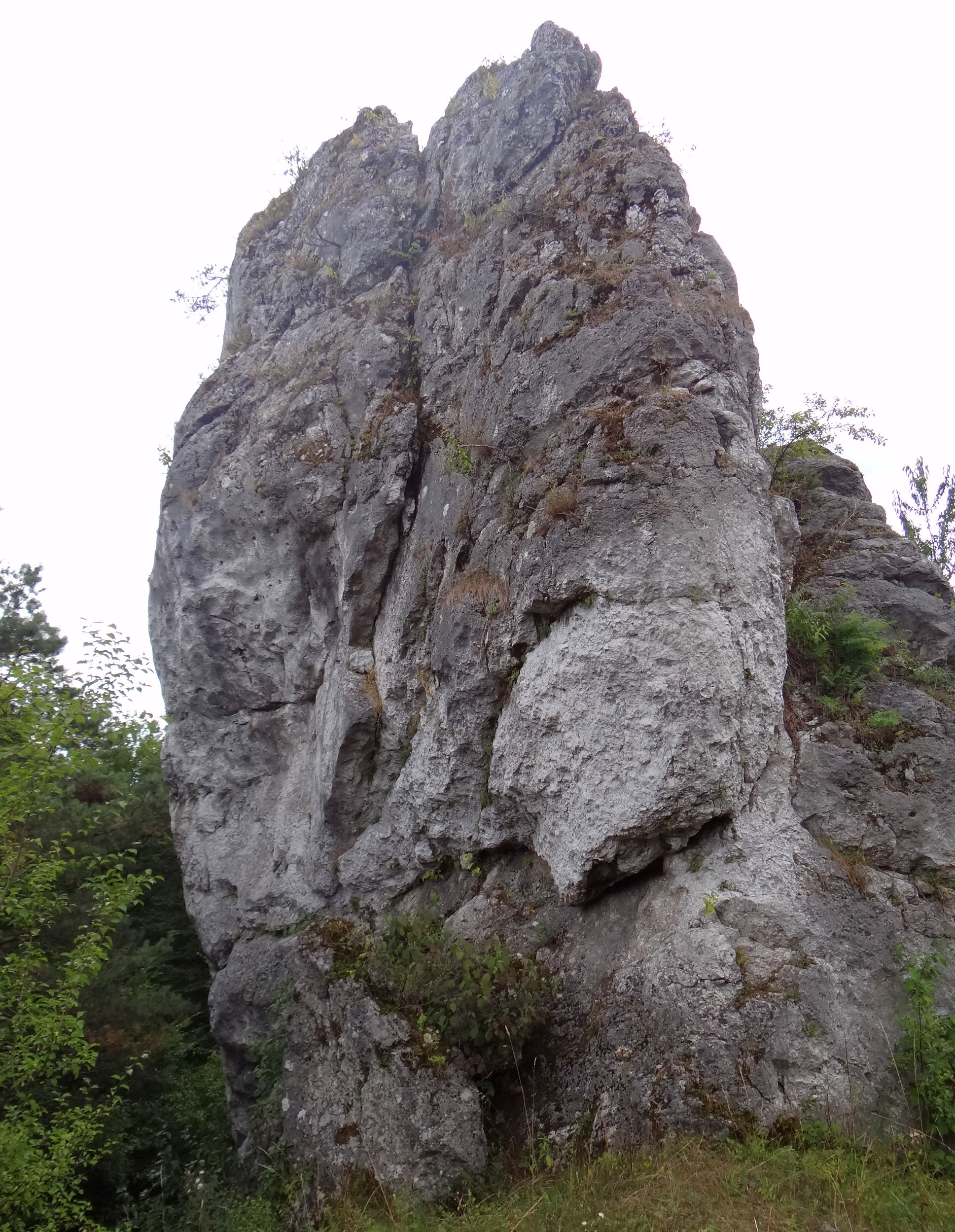
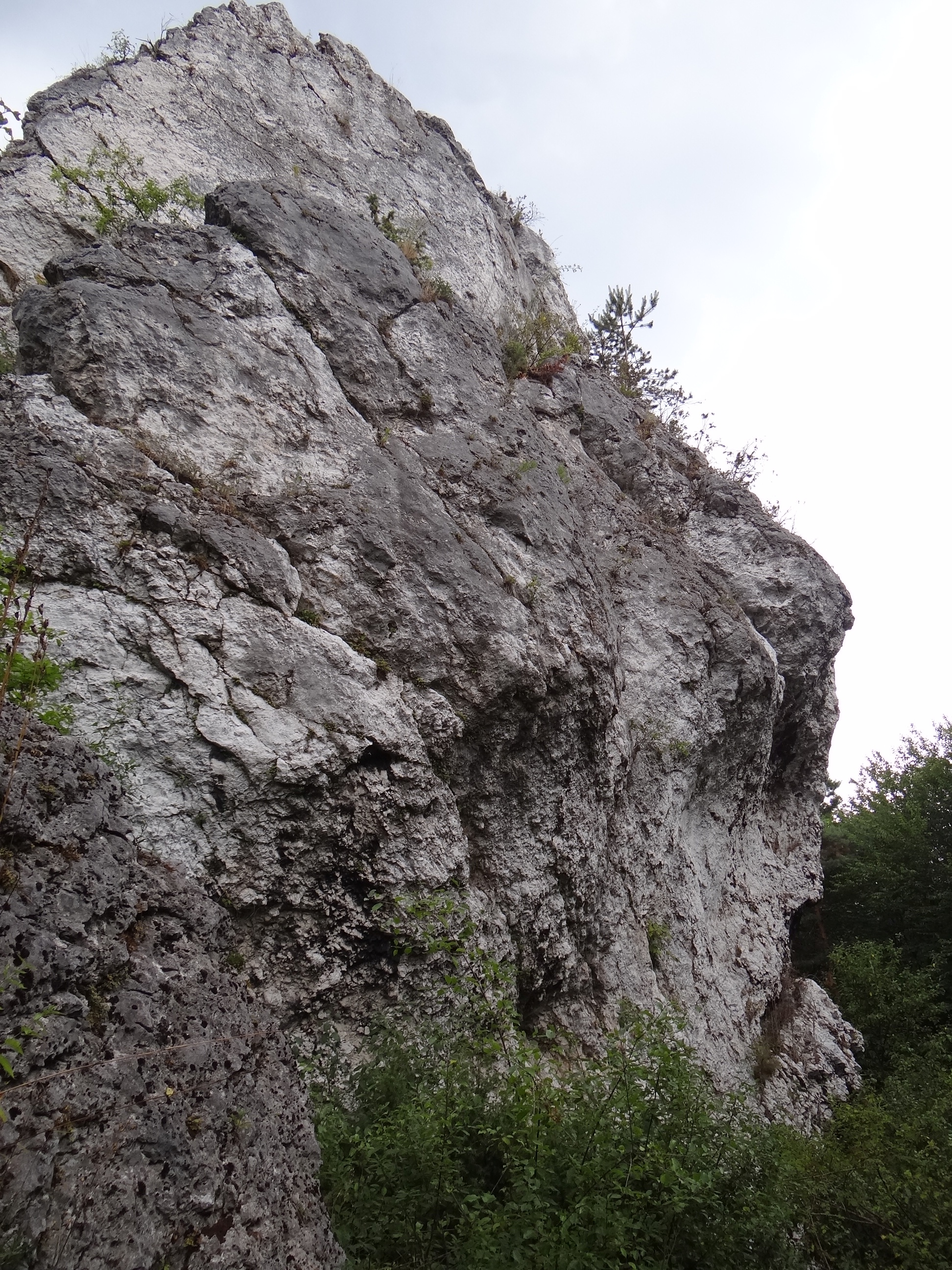

## Drogi wspinaczkowe
1. Bez nazwy IV, 12 m
2. Bez nazwy VI.1+, 12 m
3. W poszukiwaniu logiki; VI.3+, 4r + st, 12 m
4. Lśniące ringi; VI.2+, 4r + st, 12 m
5. Mroczny krzyżowiec; VI.2+, 5r + st, 12 m
6. Mroczne haki; VI+, 4r + st, 12 m
7. Droga Kiełkowskiego; V 12 m (nie wystarczą same ekspresy)
8. Do góry nie spadniesz; VI, 12 m (nie wystarczą same ekspresy)
9. Droga wyjściowa; III, 12 m (nie wystarczą same ekspresy)
10. Filar; V, 12 m (nie wystarczą same ekspresy)
11. Projekt[1][3].